# Чемпионат мира по настольному теннису 1981
Чемпионат мира по настольному теннису 1981 года прошёл с 14 по 26 апреля в Нови-Саде (Югославия).

## Организация чемпионата

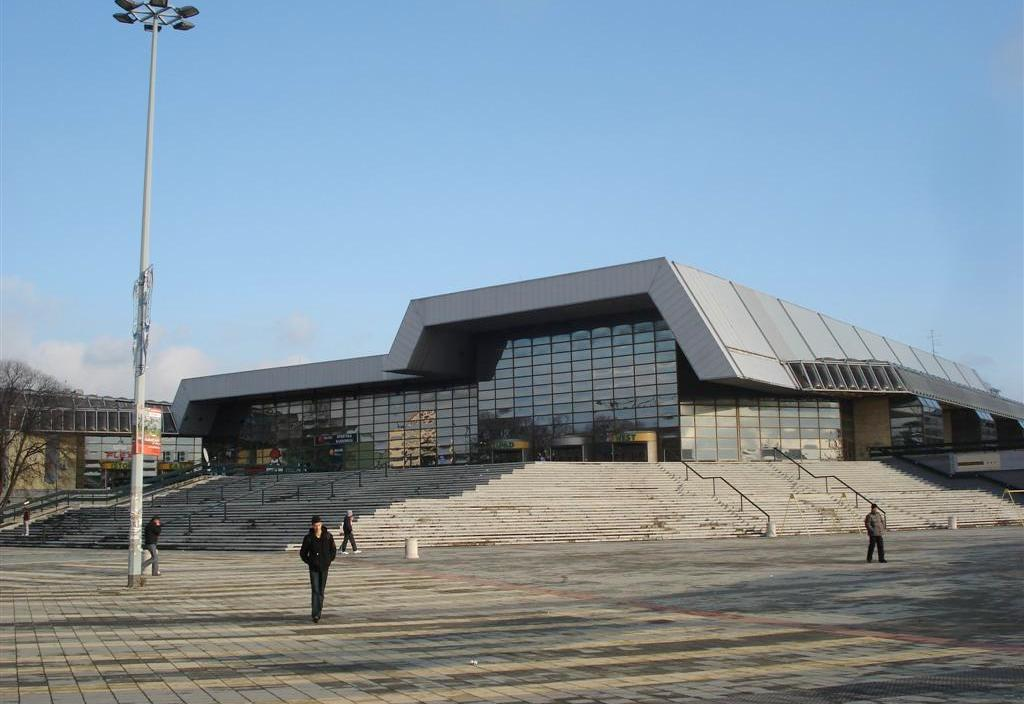
Стадион «Воеводина»

Чемпионат мира проходил в помещении крытого стадиона «Воеводина», это было первое спортивное мероприятие проведенное на этом стадионе после его открытия.

## Медали

### Команды
| Пол     | Золото                                                                | Серебро                                                                             | Бронза                                                                             |
| ------- | --------------------------------------------------------------------- | ----------------------------------------------------------------------------------- | ---------------------------------------------------------------------------------- |
| Мужчины | Китай · Го Юэхуа · Цай Чжэньхуа · Ши Чжихао · Ван Хуэйюань · Се Сайкэ | Венгрия · Габор Гергей · Иштван Жоньер · Тибор Клампар · Тибор Крейс · Жолт Криштон | Япония · Хироюки Абэ · Хидэо Гото · Масахиро Маэхара · Сэйдзи Оно · Норио Такасима |
| Женщины | Китай · Тун Лин · Ци Баосян · Чжан Дэин · Цао Яньхуа                  | Республика Корея · Ан Хэсук · Хван Намсук · Ким Кюнджа · Ли Суджа                   | КНДР · Ким Гёнсун · Ли Сонсук · Пак Ёнсун                                          |

### Спортсмены
| Разряд                   | Золото                  | Серебро              | Бронза                          |
| ------------------------ | ----------------------- | -------------------- | ------------------------------- |
| Мужской одиночный разряд | Го Юэхуа                | Цай Чжэньхуа         | Драгутин Шурбек                 |
| Мужской одиночный разряд | Го Юэхуа                | Цай Чжэньхуа         | Стеллан Бенгтссон               |
| Женский одиночный разряд | Тун Лин                 | Цао Яньхуа           | Чжан Дэин                       |
| Женский одиночный разряд | Тун Лин                 | Цао Яньхуа           | Ли Суджа                        |
| Мужской парный разряд    | Цай Чжэньхуа Ли Чжэньши | Го Юэхуа Се Сайкэ    | Антун Стипанчич Драгутин Шурбек |
| Мужской парный разряд    | Цай Чжэньхуа Ли Чжэньши | Го Юэхуа Се Сайкэ    | Патрик Бирошо Жак Секретен      |
| Женский парный разряд    | Цао Яньхуа Чжан Дэин    | Пу Цицзюань Тун Лин  | Ан Хэсук Хван Намсук            |
| Женский парный разряд    | Цао Яньхуа Чжан Дэин    | Пу Цицзюань Тун Лин  | Хуан Цзюньцюнь Янь Гуйли        |
| Микст                    | Се Сайкэ Хуан Цзюньцюнь | Чэнь Синьхуа Тун Лин | Хуан Лян Пу Цицзюань            |
| Микст                    | Се Сайкэ Хуан Цзюньцюнь | Чэнь Синьхуа Тун Лин | Драгутин Шурбек Бранка Батинич  |